# Rittergut Groß Bartensleben

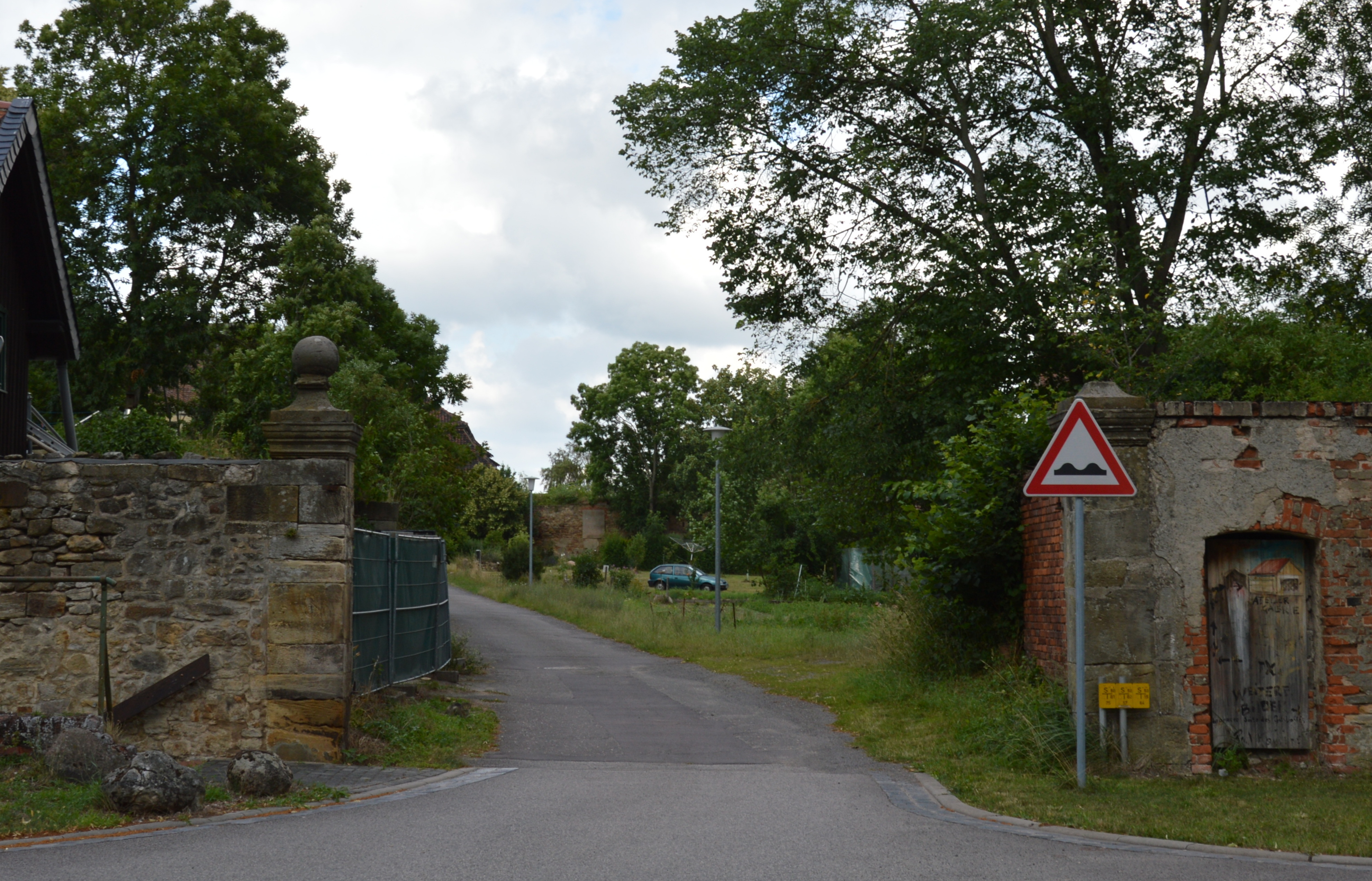
Tor zum Gutshof

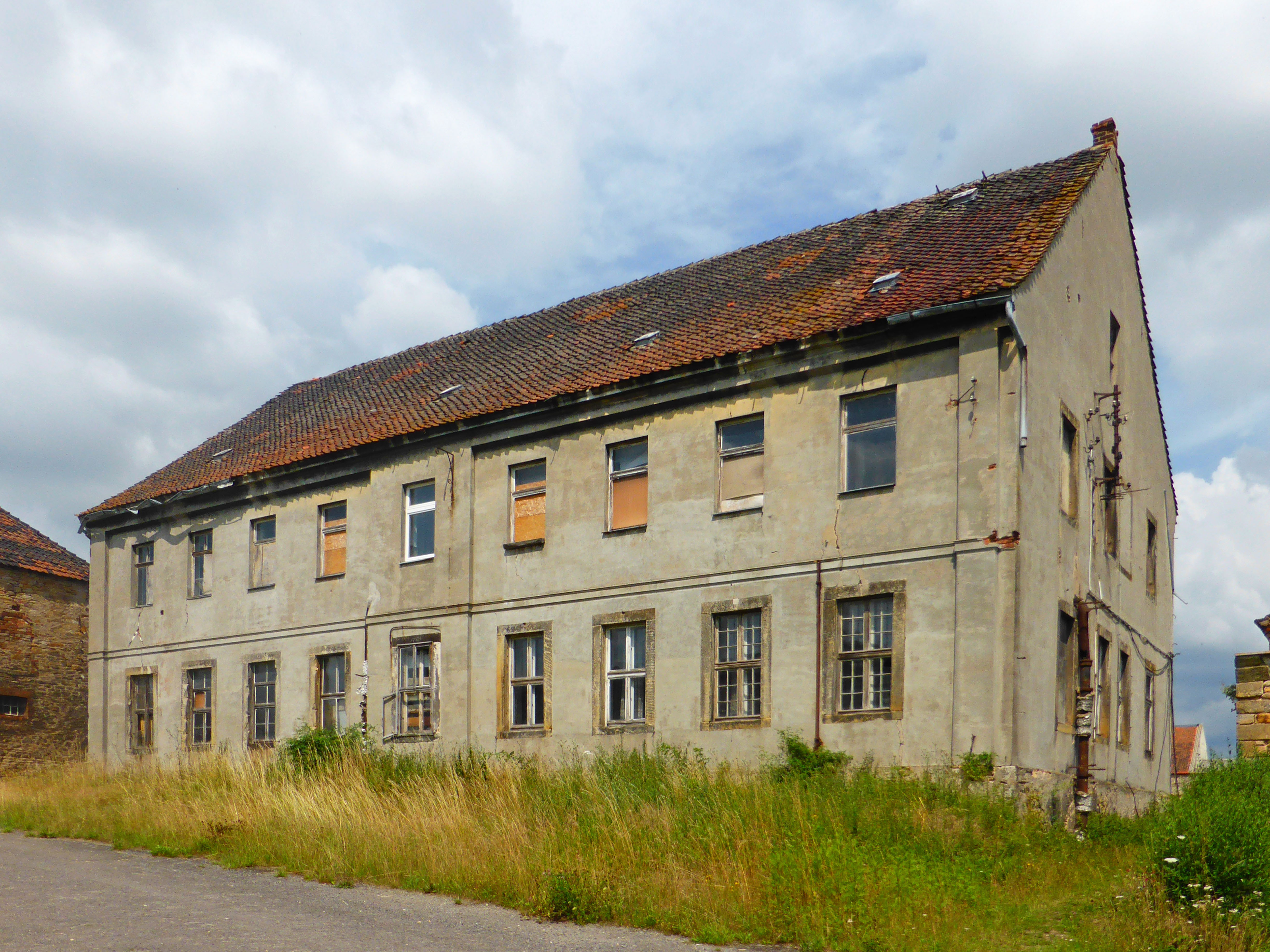
Verwalterhaus

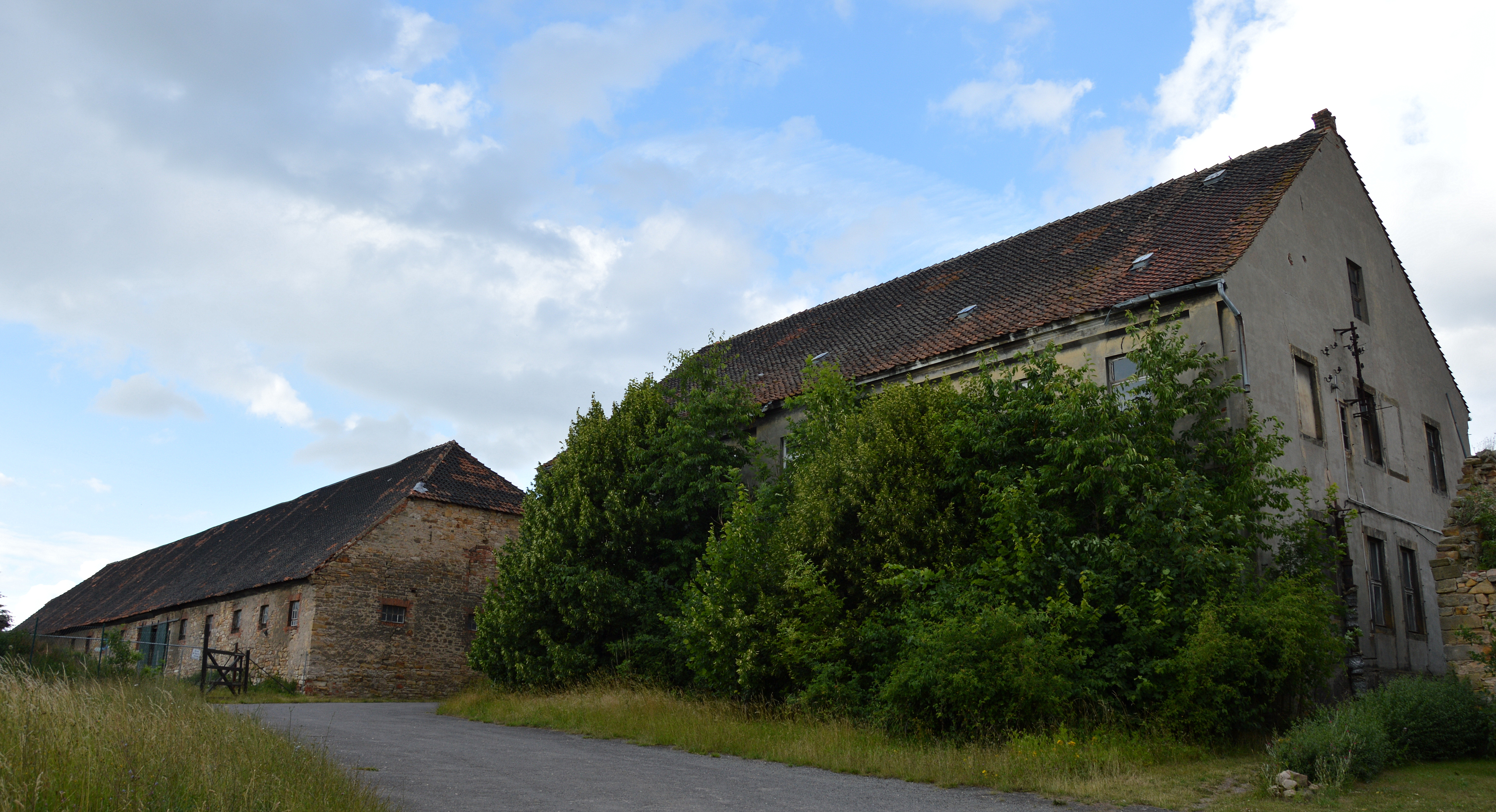
Gebäude des Gutshofs

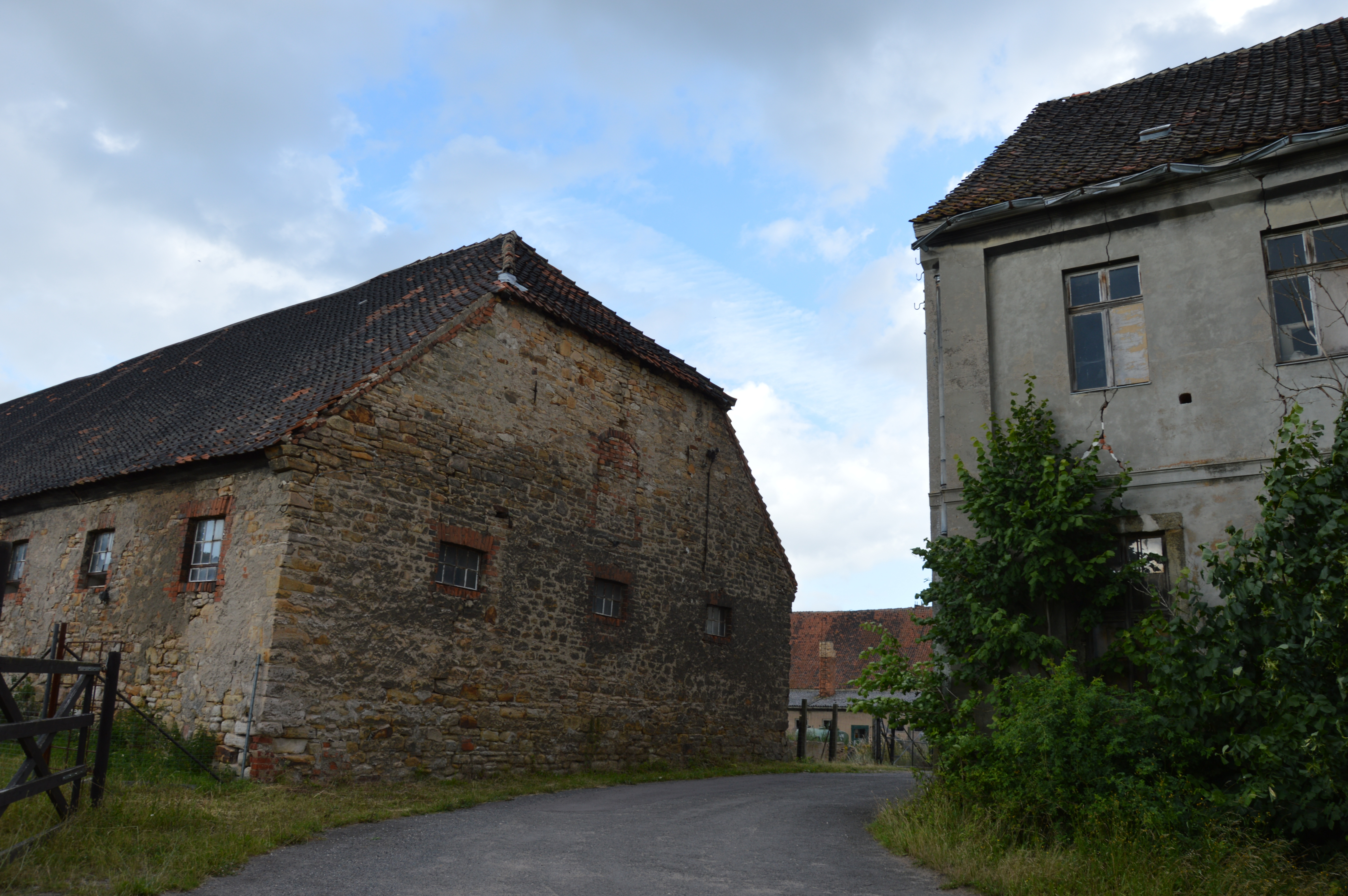
Durchfahrt zum Hof

Das Rittergut Groß Bartensleben ist ein denkmalgeschützter Gutshof im zur Gemeinde Erxleben in Sachsen-Anhalt gehörenden Dorf Groß Bartensleben.

## Lage
Der Gebäudekomplex befindet sich nördlich des Schlosses Bartensleben und stellt den Mittelpunkt des Dorfes dar. Er nimmt mehr als die Hälfte der Ortsfläche ein.

## Architektur und Geschichte
Die heute erhaltenen Baulichkeiten der Anlage stammen im Wesentlichen aus dem späten 19. Jahrhundert. Ursprünglich war der Gutshof vollständig von einer Mauer umgeben. Es handelte sich um eine der größten Gutsanlagen der Region. Während der Zeit der DDR fanden Umbauten im Zuge der weiterhin erfolgenden landwirtschaftlichen Nutzung statt. Zum Anwesen gehören zwei Scheunen, drei Kuhställe, Wohnhäuser für Arbeiter sowie ein aus dem Jahr 1765 stammendes, an der Adresse Auf dem Gutshof 10 befindliches Verwalterhaus. Darüber hinaus bestehen weitere Nebengebäude.
Der Hof gilt als typisch für die Struktur und Funktion von Gutshöfen des 19. Jahrhunderts und als sozial- und kulturgeschichtlich relevant.
Im örtlichen Denkmalverzeichnis ist der Gutshof unter der Erfassungsnummer 094 84153 als Baudenkmal verzeichnet.

## Gutsherren
Die letzten Gutsbesitzer der altadeligen Familie von Veltheim auf Groß Bartensleben stammten wohl ursächlich aus der Linie Veltheim, dann Veltheim-Bartensleben. Zunächst zu nennen wäre der braunschweigische Oberkammerherr Georg von Veltheim (1843–1913). Er war verheiratet mit einer Freiin von Gutschmid (1847–1930) und hatte zwei Töchter. Bartensleben war aber Fideikommiss, eine Festlegung der Erbfolge innerhalb der Familie auf Ebene einer Stiftung. So blieb das Gut immer in Familienhand, auch wenn in der direkten Linie kein männlicher Erbfolger stand. Daher erbte dann sein Vetter Wilhelm von Veltheim (1884–1972). Er war unter anderem Ehrenritter des Johanniterordens und Rittmeister a. D. Die Besitzungen hatten eine Größe von konkret 1290 ha Land, man betrieb nebenbei auch eine einträchtige Zuckerfabrik